# Vini stepheni
Vini stepheni là một loài chim trong họ Psittacidae.
Loài vẹt này là loài đặc hữu của Pitcairn.
Môi trường sống tự nhiên của chúng là rừng ẩm vùng đất thấp nhiệt đới hoặc cận nhiệt đới. Nó bị đe dọa do mất môi trường sống.